# Жанасу (район Шал акына)
Жанасу (каз. Жаңасу) — село в районе Шал акына Северо-Казахстанской области Казахстана. Входит в состав Новопокровского сельского округа. Код КАТО — 595643500.

## Население
В 1999 году население села составляло 430 человек (217 мужчин и 213 женщин). По данным переписи 2009 года, в селе проживал 231 человек (120 мужчин и 111 женщин).